# Robert S. Boyer
Pour les articles homonymes, voir Boyer.
Cet article possède un paronyme, voir Robert Boyer (homonymie).
Robert Stephen Boyer est un informaticien américain. Il a été professeur à l'université du Texas à Austin.

## Carrière
Boyer étudie à l'Université du Texas à Austin, où il obtient son  Ph. D. en 1971 sous la direction de Woody Bledsoe (Locking : A restriction to resolution) En 1970-71, il est chercheur au  Laboratoire d'intelligence artificielle du Massachusetts Institute of Technology et, de 1971-1973, à l'Université d'Édimbourg. À partir de 1973, Boyer est chercheur chez SRI International à Menlo Park et à partir de 1981, il est professeur à l'Université du Texas à Austin. En 2008, il devient émérite.
De 1985 à 1987 il est également chercheur chez Microelectronics and Computer Technology Corporation à Austin. En 1983 il fonde, avec J Strother Moore), l'entreprise Computational Logic Inc. à Austin où il travaille jusqu'en 1995.

## Travaux
Boyer a développé, avec J Strother Moore, l'algorithme de Boyer-Moore (l'un des premiers algorithmes de recherche de sous-chaîne. Il a également conçu, toujours avec J Strother Moore et Kaufmann un programme de démonstration automatique de théorèmes, le Boyer-Moore Theorem Prover (Nqthm, 1992), pour lesquels ils ont reçu en 2005, le prix ACM Software System. Avec Kaufmann et Moore, il a développé un autre système de preuve automatique, appelé ACL2 (A Computational Logic for Applicative Common Lisp).
En 1999, il a reçu, avec J Strother Moore, le prix Herbrand.

## Publications (sélection)
- Robert S. Boyer et J Strother Moore:, « A Fast String Searching Algorithm », Commun. ACM, vol. 20, no 10,‎ 1977, p. 762-772.

- avec J Strother Moore, A computational logic, Academic Press, coll. « ACM Monograph Series », 1979, xiv + 397 (ISBN 978-0-12-122950-4, zbMATH 0448.68020, lire en ligne).
- avec J Strother Moore, A computational logic handbook, Academic Press, coll. « Academic Press international series in formal methods », 1998, 2e éd., xxv+518 (ISBN 978-0-12-122955-9)
- Robert S. Boyer (éditeur), Automated Reasoning : Essays in Honor of Woody Bledsoe, Kluwer Academic Publishers, coll. « Automated Reasoning Series », 1991 (ISBN 0-7923-1409-3).
- avec J Strother Moore (éditeurs), The correctness problem in computer science, Academic Press, coll. « International Lecture Series in Computer Science », 1981, xiii + 279 (ISBN 9780121229207, zbMATH 0476.68009). — avec des contributions de : Dijkstra, E. W.; Burstall, R. M.; Goguen, J. A.; Manna, Z.; Pnueli, A.